# Яшинская ГЭС
Яшинская ГЭС — бывшая финская малая гидроэлектростанция, расположенная на реке Бусловка в Выборгском районе. Туристическое место в окрестностях Выборга.

## История
Гидроэлектростанция была построена в 1930-х годах близ деревни Вахвиала, когда эта территория ещё принадлежала Финляндии. После Советско-финляндской войны (1939—1940) территория, на которой располагается ГЭС, стала частью СССР, деревня получила название Яшино, а ГЭС стали называть Яшинской. Но в настоящее время ближайшим населённым пунктом является посёлок Лужайка. ГЭС давала электричество находящимся поблизости заводам, картонной фабрике и близлежащим населённым пунктам. Напор воды доходил до 6 метров, мощность достигала 1200 кВт. Подобные малые гидроэлектростанции строились во всём Северном Приладожье и являются уникальными сохранившимися финскими сооружениями в России. Гидроэлектростанция просуществовала до 1964 года. Тогда на станции случился пожар и после этого её решили не восстанавливать. Сейчас это популярное туристическое место данного региона в живописной глубине леса: около станции река образует водопад. Здесь появилась первая в этом районе экотропа. В рамках обустройства экотропы на реке Бусловка была построены смотровая площадка.